# Índice de la economía y la sociedad digitales

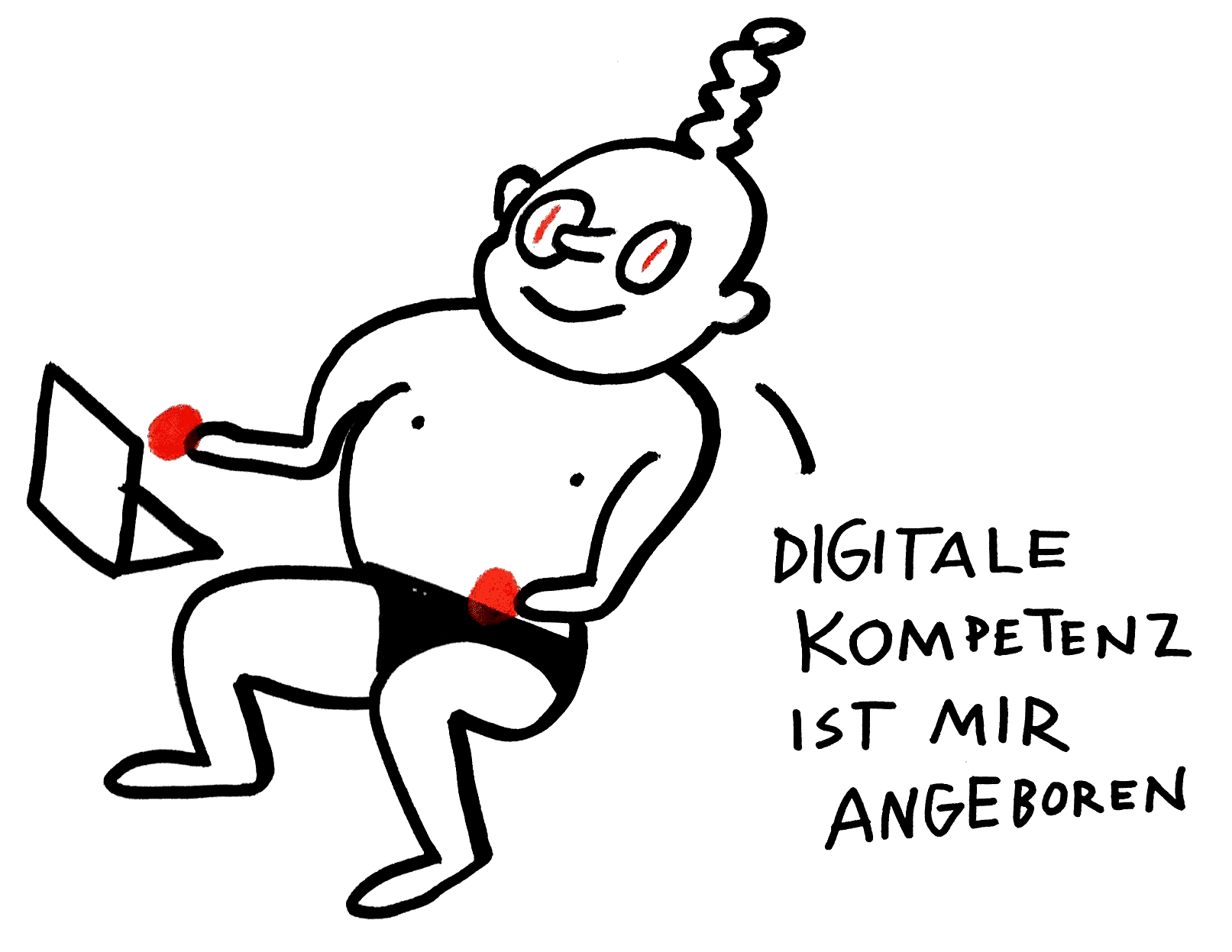
Dibujo de un taller para examinar información. El bebé dice, en alemánː «Las competencias digitales son innatas para mí».

El Índice de la economía y la sociedad digitales (DESI por sus siglas en inglés)es una clasificación numérica que se calcula para varios países a partir de determinados indicadores con el fin de mostrar el desempeño digital general de Europa y seguir el progreso de los países de la Unión Europea (UE) con respecto a su competitividad digital.
El DESI refleja anualmente el desempeño de los países miembros de la UE en conectividad digital, competencias digitales, actividad en línea y servicios públicos digitales para así evaluar el estado de digitalización de cada país, así como para identificar áreas que requieren inversión y acción prioritarias.
La metodología DESI 2022 abarca 4 dimensiones:
1. Capital humano (habilidades de usuario de Internet, habilidades avanzadas y desarrollo)
2. Conectividad (banda ancha fija y móvil, precios de banda ancha)
3. Integración de la tecnología digital (intensidad digital, tecnologías digitales para empresas, comercio electrónico)
4. Servicios públicos digitales (gobierno electrónico)

## Metodología 2022
El Índice de la economía y la sociedad digitales 2022 utiliza una metodología estructurada para evaluar el progreso digital de la UE, empleando un enfoque de agregación ascendente que aplica medias ponderadas simples. Esta metodología organiza la evaluación en 4 dimensiones principales, que a su vez se desglosan en 10 subdimensiones y engloban un total de 32 indicadores. La asignación de ponderaciones en estas 4 dimensiones se describe en la tabla 1.
Por ejemplo, la puntuación DESI para un país C determinado se calculaba así:
DESI(C) = Capital_humano(C) * 0,25 + Conectividad(C) * 0,25 + Integración_de_tecnología_digital(C) * 0,25 + Servicios_públicos_digitales(C) * 0,25.
Donde, por ejemplo, Capital_humano(C) representa la puntuación del país C en la dimensión de capital humano.
| Dimensión                               | Peso |
| --------------------------------------- | ---- |
| 1. Capital humano                       | 25 % |
| 2. Conectividad                         | 25 % |
| 3. Integración de la tecnología digital | 25 % |
| 4. Servicios Públicos Digitales         | 25 % |

## Capital humano

### A partir de 2022
La dimensión "capital humano" evalúa, a partir de una serie de indicadores de Eurostat, las competencias digitales entre la población general y los profesionales en el ámbito de las Tecnologías de la Información y la Comunicación (TIC). 
Esta evaluación abarca la proporción de personas que poseen competencias básicas o superiores en áreas críticas como gestión de información, comunicación, resolución de problemas, creación de contenido digital y ciberseguridad. Además, cuantifica el porcentaje de la población activa categorizada como especialistas en TIC, junto con la representación de mujeres dentro de este grupo, indicando así la diversidad de género en el sector tecnológico. 
Esta dimensión evalúa además la existencia de programas de formación en TIC dentro de las empresas y la proporción de graduados con títulos en TIC. Estas métricas sirven colectivamente para evaluar la alfabetización digital y las habilidades técnicas especializadas en toda la UE, alineándose con los objetivos de Digital Decade Compass.

### Antes de 2022
La pandemia de COVID-19 demostró lo importante que ha llegado a ser la digitalización para nuestras economías y cómo las habilidades digitales básicas y avanzadas tienen la capacidad de sostener nuestras sociedades. Si bien el 85 % de los ciudadanos de la UE utilizaban Internet antes de la pandemia de coronavirus, en el mejor de los casos solo el 58 % poseía algunas habilidades digitales básicas, que sirven como columna vertebral de la sociedad digital, ya que sin habilidades digitales no es posible beneficiarse plenamente de las tecnologías digitales. 
Es posible que la pandemia haya afectado positivamente al número de usuarios de Internet, pero el desarrollo de habilidades digitales no fue natural. Si bien las habilidades de uso básicas permiten a las personas participar en la sociedad digital y consumir bienes y servicios digitales, las habilidades avanzadas pueden permitir que la fuerza laboral desarrolle nuevos bienes y servicios digitales.
La dimensión del capital humano del índice se dividía en 2 subdimensionesː habilidades de usuario de Internet y habilidades avanzadas y desarrollo. La primera era una toma del indicador de habilidades digitales de la Comisión Europea, que se calcula basándose en el número y complejidad de actividades que implican el uso de dispositivos electrónicos y de Internet.
La segunda subdimensión se refería a los empleados y su potencial para trabajar en la economía digital así como desarrollarla. Tenía en cuenta el porcentaje de trabajadores que posee habilidades de especialista en tecnologías de la información y la comunicación (TIC) e incluía un indicador separado para especialistas femeninas. Adicionalmente consideraba el porcentaje de graduados en TIC.

## Conectividad

### A partir de 2022
La dimensión de conectividad evalúa la infraestructura de banda ancha fija y móvil de la Unión Europea mediante indicadores que miden la disponibilidad, la adopción y la asequibilidad. Las métricas clave incluyen el porcentaje de hogares suscritos a banda ancha fija, con atención especial a las conexiones de alta velocidad de al menos 100 megabytes por segundo (Mbps) y conexiones ultrarrápidas de al menos 1 Gbps. 
Los indicadores de cobertura evalúan la presencia de banda ancha de Acceso de Próxima Generación (NGA por sus siglas en inglés) con capacidad para al menos 30 Mbps de velocidad de descarga, el alcance de la cobertura de la red fija de muy alta capacidad (VHCN por sus siglas en inglés) que incorpora tecnologías como Fibra hasta el Hogar (FTTH por sus siglas en inglés), Fibra hasta el Edificio (FTTB por sus siglas en inglés) y sistemas de cable avanzados. 
Esta dimensión examina además la asignación de espectro 5G para redes móviles de próxima generación, la cobertura 5G de áreas pobladas y el uso de banda ancha móvil por parte de individuos. El Índice de precios de banda ancha compara los precios de este servicio, proporcionando así una medida de su asequibilidad. 
Estos indicadores tienen como objetivo cuantificar la oferta y la demanda de servicios de banda ancha, así como los precios minoristas, en el contexto de los objetivos establecidos por la Brújula de la década digital.

### Antes de 2022
La dimensión de conectividad del índice DESI tenía en cuenta tanto la banda ancha fija como la móvil. En el primero, evaluaba la adopción de banda ancha general y ultrarrápida de al menos 100 Mbps, la disponibilidad de banda ancha rápida con acceso de próxima generación y de redes fijas de muy alta capacidad (VHCN por sus siglas en inglés). Consideraba, asimismo, los precios de las ofertas minoristas. Como incluían banda ancha móvil, se tenían en cuenta la cobertura 4G, la adopción de la banda ancha móvil (3G y 4G) y la preparación para 5G.
Los despliegues de redes de banda ancha deben seguir el ritmo del rápido crecimiento del tráfico de Internet en redes fijas y móviles. Aunque la Unión Europea tiene una cobertura total de infraestructura básica de banda ancha, solo el 44 % de los hogares se benefician de la conectividad VHCN, que consiste en tecnologías de fibra hasta el x (FTTX) y cable DOCSIS 3.1. Dado que FTTX y el cable se concentran principalmente en áreas urbanas, la conectividad en las zonas rurales sigue siendo baja, con el 20 % de los hogares. Los países con mejores puntuaciones en cobertura VHCN, es decir, más del 90 % de cobertura, son Dinamarca, Luxemburgo y Malta. Por el contrario, en Grecia, el Reino Unido, Chipre y Austria menos del 20 % de los hogares tienen acceso.
En 2016, la Comisión Europea asumió el Plan de acción 5G para Europa y fijó el objetivo de implementar servicios de red 5G en todos los países europeos hacia finales de 2020. El 5G (comunicaciones móviles de quinta generación) permite un ancho de banda muy alto y una conectividad de baja latencia para los usuarios de Internet y los objetos inteligentes (Internet de las cosas). 
La adopción del espectro 5G es un requisito previo necesario para el lanzamiento comercial del 5G en todos los países miembros. Los países con mejores resultados fueron Alemania, Italia, Finlandia y Hungría.

## Integración de la tecnología digital

### A partir de 2022
La dimensión "Integración de la tecnología digital" mide la adopción de estas tecnologías por parte de las empresas, especialmente las pequeñas y medianas empresas (pymes), según indicadores de Eurostat. Esta dimensión abarca 3 subdimensiones: intensidad digital, adopción de tecnologías seleccionadas y comercio electrónico. 
Los indicadores clave incluyen el porcentaje de pymes con un nivel básico de intensidad digital, definido por el uso de al menos 4 de 12 tecnologías seleccionadas, entre las que pueden citarseː 
1. la implementación de software de planificación de recursos empresariales (ERP) para compartir información entre diversas funciones comerciales;
2. el uso de redes sociales,
3. análisis de big data,
4. servicios de computación en la nube
5. tecnologías de inteligencia artificial (IA) por parte de las empresas,
6. la contribución de las TIC a la sostenibilidad ambiental,
7. el envío de facturas electrónicas; y
8. la participación de las PYME en las ventas en línea, incluida la proporción de su volumen de negocios procedente del comercio electrónico y su participación en las ventas en línea transfronterizas dentro de la UE.

Estos indicadores tienen como objetivo evaluar cómo se integran las tecnologías digitales en los procesos comerciales, destacando los objetivos de lograr un nivel básico de intensidad digital y la adopción de tecnologías de macrodatos, nube e inteligencia artificial, como lo describe Digital Decade Compass.

### Antes de 2022
Las tecnologías digitales hacen posible que las empresas  compitan más eficazmente, mejorando sus servicios y productos y ampliando sus mercados. Esta transformación digital impulsa el desarrollo de nuevas tecnologías a la vez que revela nuevas oportunidades para ellas. Esta dimensión del DESI mide la digitalización de las empresas y las actividades de comercio electrónico.
Los países con mejores resultados fueron Irlanda, Finlandia, Bélgica, Países Bajos, Dinamarca y Suecia con puntuaciones superiores a 55 puntos sobre 100. En el otro extremo de la escala, Bulgaria, Rumania, Hungría, Polonia, Grecia y Letonia ocuparon los últimos lugares con puntuaciones inferiores a 35 puntos, significativamente más bajas que la media de la UE (43 puntos).
Los países líderes en la "4ª digitalización empresarial" (es decir, intercambio electrónico de información, redes sociales, macrodatos y nube) fueron Finlandia, los Países Bajos y Bélgica, con puntuaciones mayores de 60. Bulgaria, Hungría, Polonia, Rumania, Letonia y Eslovaquia se quedaron atrás en la adopción de tecnologías de comercio electrónico, con puntuaciones inferiores a 40. Irlanda, Chequia, Dinamarca, Bélgica y Suecia fueron los 5 primeros países en  "comercio electrónico 4b" (es decir, pymes que venden en línea, volumen de negocio del comercio electrónico y ventas en línea transfronterizas), con puntuaciones superiores a 60 puntos. Irlanda encabezó los 3 indicadores de comercio electrónico, mientras que Bulgaria, Grecia, Luxemburgo y Rumania obtuvieron los puntajes inferiores (menos de 25).

## Servicios Públicos Digitales

### A partir de 2022
La dimensión "Servicios públicos digitales" evalúa las iniciativas de gobierno electrónico y datos abiertos utilizando indicadores de Eurostat y la Comparativa de gobierno electrónico (eGovernment Benchmark). Examina la interacción de los usuarios de Internet con la Administración, el llenado previo de datos en formularios en línea, la disponibilidad de servicios en línea para eventos importantes de la vida y operaciones comerciales, y la efectividad de las políticas de datos abiertos, incluida la funcionalidad del portal de datos nacional.

### Antes de 2022
La última parte de DESI giraba en torno a la administración electrónica. Más precisamente, medía la oferta y la demanda de servicios públicos digitales, datos abiertos, formularios precompletados, integridad del servicio en línea, que se centrara en el usuario, habilitadores clave como la identificación electrónica, documentos electrónicos, fuentes auténticas y publicaciones digitales, y algunos otros indicadores.

## Uso de servicios de Internet

### A partir de 2022
En la metodología del DESI de 2022, el "Uso de servicios de Internet" ya no se clasifica como una dimensión independiente.

### Antes de 2022
Participar en una amplia gama de actividades en línea es posible para aquellos ciudadanos con una conexión a Internet y las habilidades necesarias para aprovecharla. Antes de la pandemia de COVID-19, ya el 85 % de los ciudadanos utilizaba Internet, pero esta crisis propició que este porcentaje aumentara junto con las interacciones que estos usuarios realizaban en la red. Esta dimensión del DESI calculaba la cantidad de personas que utilizaban Internet y qué actividades realizaban en línea. Entre ellos, algunos ejemplos son el consumo de contenidos en línea (por ejemplo música), el uso de actividades de comunicación (por ejemplo videollamadas) y actividades de transacción como compras y operaciones bancarias.
En la UE todavía existen muchas diferencias entre los países miembros en cuanto al uso de los servicios de Internet. Finlandia, Suecia, Países Bajos y Dinamarca fueron los países con los usuarios de Internet más activos, seguidos por el Reino Unido, Malta, Estonia e Irlanda. Por el contrario, Rumanía, Bulgaria e Italia se consideraron los menos activos. Irlanda y España fueron los que registraron la mayor mejora en esta dimensión en comparación con años anteriores.
Usar Internet para escuchar música, jugar o ver vídeos fue la actividad más común (81 % de las personas que utilizaron Internet en los 3 meses anteriores). Leer noticias en línea era la segunda actividad más popular mostrada en el DESI (72 %), mientras que dos tercios de los usuarios de Internet compraban (71 %) o realizaban operaciones bancarias en línea (66 %). 

## Clasificación 2022
| Posición | País            |
| -------- | --------------- |
| 1        | Finlandia       |
| 2        | Dinamarca       |
| 3        | Países Bajos    |
| 4        | Suecia          |
| 5        | Irlanda         |
| 6        | Malta           |
| 7        | España          |
| 8        | Luxemburgo      |
| 9        | Estonia         |
| 10       | Austria         |
| 11       | Eslovenia       |
| 12       | Francia         |
| 13       | Alemania        |
| 14       | Lituania        |
| 15       | Portugal        |
| 16       | Bélgica         |
| 17       | Letonia         |
| 18       | Italia          |
| 19       | República Checa |
| 20       | Chipre          |
| 21       | Croacia         |
| 22       | Hungría         |
| 23       | Eslovaquia      |
| 24       | Polonia         |
| 25       | Grecia          |
| 26       | Bulgaria        |
| 27       | Rumania         |